# Gaela Erwin
Gaela Erwin (Franklin, Indiana, 1951 - ) é uma artista norte-americana. Ela recebeu seu B.F.A. do Columbus College of Art and Design em Ohio e um M.A. em Terapia Expressiva da University of Louisville. Erwin recebeu uma bolsa da Kentucky Foundation for Women para participar de um programa de verão em Samos, Grécia, liderado por professores da Liga de estudantes de Arte de Nova York. Ela recebeu várias outras bolsas e residências, incluindo Yaddo, Mac Dowell, Oberfalzer Kunstler, Alemanha, Tyrone Guthrie Centre, Irlanda, a Camargo Foundation Fellowship, na França, entre muitos outros. Prêmios, para citar alguns, incluem a bolsa Joan Mitchell Painters and Sculptor's, Outwin Boochever National Portrait Competition da National Portrait Gallery com um prêmio de recomendação e BP NPG 18 National Portrait Gallery na National Portrait Gallery de Londres, que resultou em segundo lugar no People's Choice Award. Erwin também expôs nacional e internacionalmente com duas exposições individuais no Speed Art Museum, uma individual no Huntsville Museum of Art, no Ogunquit Museum of Art e em galerias comerciais em Chicago, Tennessee, e Berlim.